# Panini Comics
Panini Comics è una divisione editoriale di Panini S.p.A. specializzata in fumetti con diverse filiali internazionali. La Panini è una delle case editrici di fumetti più note a livello europeo e mondiale.

## Storia

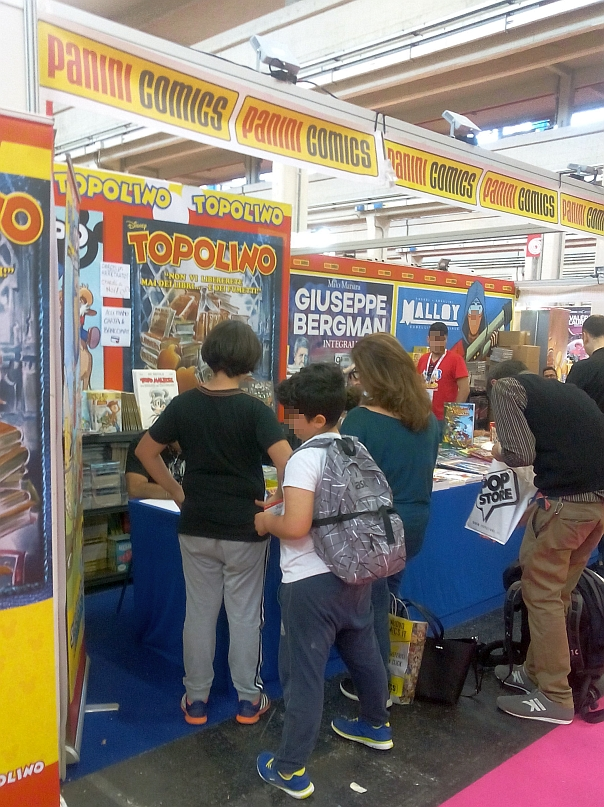
Stand al Salone del libro 2017

Panini Comics è l'evoluzione della casa editrice Marvel Italia nata nei primi mesi del 1994 come succursale italiana della Marvel Comics, per opera di Marco Marcello Lupoi, che aveva convinto la casa editrice statunitense a riunire tutta la sua produzione sotto un unico ombrello, per mettere ordine nel caos creato dalle 4 case editrici che detenevano i diritti delle testate principali (Star Comics, Comic Art, Play Press e Max Bunker Press).
Precedentemente, solo negli anni settanta un'unica casa editrice aveva gestito in toto i diritti della Marvel in Italia: l'Editoriale Corno di Luciano Secchi.
Negli ultimi mesi del 1994, Marvel Italia fu assorbita dalla Panini, dopo l'acquisto di quest'ultima da parte della Marvel statunitense, e negli anni ha sviluppato la sua attività in diverse sottosezioni editoriali:
- Marvel Italia: che pubblica buona parte della produzione fumettistica della Marvel Comics
- Cult Comics: che si occupa di fumetto statunitense al di fuori della Marvel (principalmente alcuni sottomarchi Image Comics e fumetti di case editrici indipendenti, come Dark Horse Comics e Dynamite Entertainment) e di fumetto italiano;
- Planet Manga: (fino al 1998 Marvel Manga) che pubblica quasi esclusivamente manga;
- Panini Video: che si occupa della pubblicazione di DVD.

Nel 1999 la Marvel Comics ha ceduto la Panini ad un gruppo di investitori, tra cui la Indesit Company, e di conseguenza anche le sue sezioni europee. Nel maggio del 2001 la denominazione ufficiale della casa editrice è passata da Marvel Italia a Panini Comics, ma il marchio Marvel Italia è comunque utilizzato dalla casa editrice per la divisione editoriale che continua a pubblicare in esclusiva i fumetti della Marvel in Italia. La casa editrice modenese pubblica anche in Brasile, Francia, Germania, Regno Unito (da cui esporta alcune riviste negli Stati Uniti), Spagna, Portogallo e Ungheria. Inoltre, detiene l'esclusiva in Europa, Oceania, America Centrale e Meridionale, per la vendita dei diritti della Marvel 
Comics, fungendo da agente estero per la casa editrice newyorkese.
Dal 2 ottobre 2013, col numero 3019, la Panini Comics diviene editrice italiana di Topolino e altre testate Disney. Tra queste la collana Disney Planet che, in continuità con la precedente Disney Manga della Disney Italia, pubblica manga con protagonisti i personaggi Disney in formato tankobon; la collana è stata pubblicata da novembre 2014 a maggio 2023.
Nel 2018 Valentina De Poli, direttrice di Topolino dal 2007, dopo aver traghettato il passaggio in licenza delle testate disneyane, viene sostituita da Alex Bertani (come direttore editoriale) e Marco Marcello Lupoi (a sua volta seguito da Fabrizio Melegari, come direttore responsabile), già, rispettivamente, direttore mercato Italia e direttore publishing per Panini Comics.
Nel gennaio 2020 Panini Comics e la DC Comics annunciano che dall'aprile 2020 sarà l'editore di Modena a pubblicare i fumetti DC in Italia, subentrando a RW Edizioni. I fumetti dell'editore di Superman e Batman vengono pubblicati da Panini anche in Germania e in Brasile e in passato anche in Francia.